# شی اند هیم
شی اند هیم (به انگلیسی: She & Him) گروه موسیقی دو نفره آمریکایی است.